# Éber Bessa
Éber Henrique Ferreira de Bessa, noto semplicemente come Éber Bessa (Belo Horizonte, 21 marzo 1992), è un calciatore brasiliano, centrocampista del Persita Tangerang.